# Sphondylia inlineata
Sphondylia inlineata is een keversoort uit de familie halstandhaantjes (Megalopodidae). De wetenschappelijke naam van de soort werd in 1939 gepubliceerd door Maurice Pic.